# O Desafio Microtransat
A The Microtransat Challenge é uma competição transatlântica que visa a projetar e construir barcos a vela totalmente autônomos, com no máximo 2,4 metros de comprimento, capazes de cruzar o Oceano Atlântico sem qualquer intervenção humana. O principal objetivo da competição é estimular o desenvolvimento e a inovação no campo de veículos de superfície não tripulados (USVs) de longa autonomia, testando sua robustez, eficiência energética e inteligência artificial em um dos ambientes mais desafiadores do planeta.
A competição foi fundada em 2005 pelo Dr. Mark Neal, da Universidade de Aberystwyth (País de Gales, Reino Unido), e pelo Dr. Yves Briere, do Institut Supérieur de l'Aéronautique et de l'Espace (ISAE-SUPAERO) (Toulouse, França). Desde sua criação, o desafio tem atraído equipes de universidades e institutos de pesquisa de todo o mundo, que buscam superar os limites da tecnologia de navegação autônoma. As regras estritas, que proíbem o controle remoto e limitam a comunicação a apenas relatórios de telemetria, forçam as equipes a desenvolver sistemas verdadeiramente inteligentes, capazes de tomar decisões complexas de forma independente para otimizar a rota e sobreviver a tempestades e outros perigos marítimos.

## Regras e Categorias
O regulamento do The Microtransat Challenge é projetado para testar os limites da navegação autônoma, com regras rígidas que garantem que as embarcações operem sem qualquer tipo de ajuda externa durante a travessia.

### Classes de embarcações
A competição é dividida em duas categorias principais, baseadas no tipo e tamanho da embarcação:
- Classe Veleiro: Inclui barcos que utilizam apenas o vento como meio de propulsão.
- Classe Autônoma: Categoria aberta a qualquer tipo de embarcação autônoma, incluindo aquelas que podem usar outras formas de propulsão, desde que sigam as regras de autonomia.

Para ambas as classes, as embarcações não podem exceder 2,4 metros de comprimento em qualquer dimensão. As rotas oficiais partem de diversos pontos da Europa em direção ao Caribe ou à costa leste da América do Norte, com linhas de chegada e partida definidas por coordenadas de GPS.

## Tecnologia e desafios técnicos
A travessia do Atlântico por uma pequena embarcação autônoma exige soluções robustas e eficientes para navegação, gestão de energia e resistência a falhas, operando por meses em um ambiente hostil.

### Sistemas de Navegação e Controle
O "cérebro" da embarcação é um computador de bordo de baixo consumo energético que executa algoritmos complexos para controlar o barco. A navegação depende de um conjunto de sensores essenciais:
- GPS: Fornece a localização exata da embarcação.
- IMU: Inclui acelerômetros e giroscópios para medir a orientação, inclinação e o balanço do barco.
- Bússola digital: Indica a direção (norte magnético) para o cálculo do curso.
- Anemômetro: Mede a velocidade e a direção do vento, informação crucial para o controle das velas.

Com base nesses dados, o software toma decisões em tempo real para ajustar o leme e as velas, otimizando a rota para seguir um conjunto de waypoints pré-programados enquanto reage às condições do mar e do vento.

### Gestão de Energia
A energia é um dos recursos mais críticos. A principal fonte de alimentação são os painéis solares montados no convés da embarcação, que recarregam um conjunto de baterias de íon-lítio. Todo o sistema eletrônico, incluindo sensores, computador e atuadores, deve ser projetado para um consumo mínimo de energia, garantindo que o barco possa sobreviver a longos períodos de tempo nublado ou durante as noites.

### Obstáculos da Travessia
As equipes enfrentam uma série de desafios que podem levar ao fracasso da missão:
- Condições meteorológicas: Tempestades com ventos fortes e ondas altas podem danificar ou submergir a embarcação, enquanto longos períodos de calmaria podem deixá-la à deriva, esgotando suas baterias.
- Falhas de hardware: A corrosão pela água salgada, o desgaste mecânico de peças móveis (como o leme) e falhas eletrônicas são causas comuns de abandono da missão.[6]
- Bioincrustação: O crescimento de organismos marinhos no casco, nos sensores e nos painéis solares (conhecido como biofouling) aumenta o arrasto, reduz a eficiência energética e pode comprometer a funcionalidade dos instrumentos.
- Tráfego Marítimo e Obstáculos: As rotas transatlânticas cruzam grandes corredores de navios. Embora algumas embarcações possuam sistemas básicos para detecção de obstáculos, como o AIS, colisões com navios, contêineres perdidos ou redes de pesca fantasma são um risco constante.[6]

### Requisitos de autonomia e comunicação
A regra mais fundamental do desafio é a total autonomia após o lançamento da embarcação. Nenhuma intervenção humana, como pilotagem remota ou envio de comandos para alterar o curso ou as estratégias de navegação, é permitida.
A comunicação é estritamente unidirecional: a embarcação pode enviar dados de telemetria (como sua posição, estado dos sensores e nível de bateria) para a equipe em terra, mas não pode receber nenhuma informação ou comando. Isso força o software de bordo a ser o único responsável por todas as decisões de navegação, desde o desvio de obstáculos e outras embarcações até a otimização da rota com base nas condições meteorológicas locais detectadas por seus próprios sensores.
O desafio exige que as inscrições usem um dos dois conjuntos predefinidos de pontos finais. O primeiro é navegar entre uma linha de partida na costa da Grã-Bretanha e uma chegada entre as Bahamas e a Flórida, enquanto o segundo é de uma linha de partida na costa leste da América do Norte e uma linha de chegada na costa oeste da Irlanda .  Os competidores podem começar quando quiserem,  mas as regras especificam que os barcos devem relatar sua posição aos organizadores da competição pelo menos uma vez a cada seis horas.

## Impacto, legado e vencedores
O The Microtransat Challenge tem servido como um catalisador para a inovação em sistemas marítimos autônomos de baixo custo e longa duração. Ao fornecer uma plataforma competitiva e desafiadora, a competição permitiu que universidades e pequenas empresas desenvolvessem e testassem tecnologias que, de outra forma, exigiriam investimentos muito maiores. A tecnologia aprimorada através do desafio tem aplicações diretas em áreas como a oceanografia (coleta de dados sobre salinidade, temperatura e correntes), o monitoramento ambiental (detecção de derramamentos de óleo ou proliferação de algas) e a vigilância marítima.
O marco mais significativo e o maior legado da competição até hoje ocorreram em agosto de 2018. Após mais de uma década de tentativas frustradas por diversas equipes, o veleiro autônomo SB Met completou com sucesso a primeira travessia do Atlântico, cumprindo as regras do Microtransat. O barco, um modelo Sailbuoy desenvolvido pela empresa norueguesa Offshore Sensing AS, partiu de Terra Nova, no Canadá, em junho de 2018 e chegou à costa da Irlanda 80 dias depois. Este feito não apenas provou que a travessia era possível, mas também demonstrou a maturidade e a confiabilidade da tecnologia de veleiros autônomos para missões de longa duração.
Outras equipes, como as da EPFL (Suíça) e da ENSTA Bretagne (França), também tiveram tentativas notáveis, percorrendo milhares de quilômetros e contribuindo com valiosos dados e aprendizados para a comunidade de robótica marinha.